# 鷹星保險
鷹星保險股份有限公司，簡稱鷹星保險股份，以及鷹星保險（英語：The Eagle Star Insurance Company plc），當時是富時100指數成份股、和於倫敦證券交易所上市。
該公司曾經營投保多項風險事例，包括火災、意外、海事、汽車、人壽、偶然性、和自然天氣災害承保。

## 事紀
在1904年，由愛華德·懋達爵士創立「英統海上保險公司」（British Dominions Marine Insurance Company），主要在五大洲英國殖民地經營海上保險，其後在1911年和1916年，開拓火災、意外、和人壽。
其實較早年前，它們先後在1916年收購「鷹牌保險」（該公司於1807年由威廉斯·羅林氏爵士創立）、「權杖保險」（該公司於1864年創立）、和1917年收購「星牌保險」（該公司於1843年創立）。
1917年更名為「英統鷹星保險」，1937年更名為「鷹星保險」（本故事便是由愛華德·懋達兒子布恩，最後報告在美國開拓業務通告，它要扮重要美國商人角色，因此美國人惹人苦笑，它說：「你們是來唱歌或賣保險？」）。
多年來，總部當時位於倫敦（1 Threadneedle Street, London EC2）。事實上，在1968年秋天，切爾滕納姆總部和計算機中心已成為主要活動場地。
1981年，德國保險集團安聯，收購該公司失效。1984年，英美煙草以9.68億英鎊收購，雖然繼續運作，但數年後，已成為蘇黎世金融服務集團主要品牌。
1995年3月，台灣的統一企業集團與鷹星保險合作設立「統一鷹星人壽保險股份有限公司」（統一鷹星人壽），開始於台灣營業，經過四年多的經營，公司仍持續虧損，再加上鷹星位於英國的母公司被併購，於是集團將其持有的股份於1999年以每股新台幣3塊多的價格轉讓給德商安聯保險集團。